# Santalum
Santalum este un gen de plante lemnoase cu flori. Cea mai cunoscută și valoroasă din punct de vedere comercial specie este santalul indian, S. album. Membrii din acest gen sunt arbori sau arbuști. Cele mai multe specii sunt paraziți care își fotosintetizează propria hrană, dar care folosesc rădăcinile altor specii pentru a obține apă și substanțe nutritive anorganice. Mai multe specii, mai ales S. album, au lemnul extrem de aromat, iar acesta este folosit pentru arome și parfumuri și pentru medicina pe bază de plante. Sunt cunoscute aproximativ 25 de specii, răspândite în Indomalaezia, Australasia și Oceania, din India prin Malezia până Insulele din Pacific, chiar și până în Hawaii și Insulele Juan Fernández de pe coasta Americii de Sud.
Santalul indian (S. album) este întâlnit în pădurile de foioase uscate tropicale din India, Sondele Mici din Indonezia și Peninsula Arnhem din nordul Australiei. Este singura specie din gen întâlnită în Asia continentală și se poate ca aceasta să fi fost introdusă în India din Sondele Mici cu secole în urmă. Lemnul de santal indian a dispărut din majoritatea pădurilor din India, iar acum este rar întâlnit în sălbăticie. Cinci specii, inclusiv S. album, sunt native Australiei. S. acuminatum produce fructe de un roșu aprins, folosite din ce în ce mai mult în Australia pentru gemuri, jeleuri, chutney și plăcinte. Patru specii, de obicei numit 'iliahi, sunt endemice insulelor Hawaii. S. fernandezianum, endemică Insulelor Juan Fernández de pe coasta a Chile, a fost exploatată excesiv pentru lemnul său aromatic, iar acum este posibil pe cale de disparitie.
Speciile de Santalum sunt folosite ca plante alimentare de larvele unor lepidoptere, printre care Endoclita malabaricus.

## Cultivare
Provocările inițiale pentru cultivarea Santalum sunt numeroase, nu numai datorită nevoilor de germinare și creștere, dar și din cauza timpului necesar până la maturizare. Mecanismul de germinare a semințelor de Santalum nu este complet înțeles. Semințele nu pot fi păstrate în mod eficient, ci trebuie să fie plantate imediat după recoltarea de la un copac cu fructe. Chiar și dacă se face acest lucru, semințele nu germinează mereu. Ca atare, creșterea puieților poate deveni un proiect care necesită multă muncă.
În plus, deși copacii Santalum fotosintetizează singuri, aceștia sunt semiparaziți, având rădăcini care caută și accesează sistemele de rădăcini ale copacilor din jur pentru apă și substanțe nutritive. Ca atare, fiecare puiet este de obicei crescut în apropiere de patru sau cinci copaci gazdă. Tăierea copacilor gazdă este, de asemenea, uneori necesară, deoarece Santalum are nevoie de mult soare pentru a crește.
Pentru a produce lemn de santal cu un nivel ridicat de uleiuri parfumate, care să îi confere valoare comercială, copacii trebuie să aibă cel puțin 40 de ani, deși sunt preferați cei de peste 80 de ani. Ca atare, este foarte probabil ca cei care încep cultivarea Santalum să nu trăiască suficient pentru a culege roadele muncii lor. Cu toate acestea, lemnul de santal inferior, care este tăiat la 30 de ani, poate aduce un venit decent datorită cererii mari pentru lemn de santal adevărat.
După aceste dificultăți inițiale, creșterea santalului nu este dificilă, deoarece acesta devine mai rezistent la stresul de mediu, dăunători și boli pe măsură ce se maturizează.

## Specii
- S. acuminatum A.DC. (Australia)
- S. album L. (India, Indonezia, Australia de nord)
- S. austrocaledonicum Vieill. (Noua Caledonie, Vanuatu)
- S. boninense (Nakai) Tuyama (Insulele Bonin, Japonia)
- S. ellipticum Gaudich. (Hawaii)[3]
- S. fernandezianum Phil. (Insulele Juan Fernández)
- S. freycinetianum Gaudich. (Hawaii)[4][5]
- S. haleakalae Hillebr. (Hawaii)
- S. lanceolatum R.Br. (Australia)
- S. macgregorii F.Muell (Papua Noua Guinee, Indonezia)
- S. murrayanum C.A.Gardner (Australia)
- S. obtusifolium (Australia)
- S. paniculatum Hook. & Arn. (Hawaii)
- S. salicifolium
- S. spicatum (R.Br.) A.DC. (Australia)
- S. yasi Seem. (Fiji, Niue, Tonga)